# Neoplocaederus parallelus
Neoplocaederus parallelus är en skalbaggsart som först beskrevs av Atkinson 1953.  Neoplocaederus parallelus ingår i släktet Neoplocaederus och familjen långhorningar.
Artens utbredningsområde är:
- Malawi.
- Zimbabwe.

Inga underarter finns listade i Catalogue of Life.